# Zucchetti Kos Tennis Cup 2007
Lo Zucchetti Kos Tennis Cup 2007 è stato un torneo di tennis facente parte della categoria ATP Challenger Series nell'ambito dell'ATP Challenger Series 2007. Il torneo si è giocato a Cordenons in Italia dal 13 al 19 agosto 2007 su campi in terra rossa.

## Vincitori

### Singolare
Máximo González ha battuto in finale  Mariano Puerta con il punteggio di 2–6, 7–5, 7–5

### Doppio
Alessandro Da Col /  Andrea Stoppini hanno battuto in finale  Alberto Brizzi /  Marco Pedrini con il punteggio di 6–3, 7–6(5)